# 하랄람포스 코스툴라스
하랄람포스 코스툴라스(그리스어: Χαράλαμπος Κωστούλας, 2007년 5월 30일 ~ )는 그리스의 축구 선수로 현재 잉글랜드 프리미어리그의 브라이턴 & 호브 앨비언에서 공격수로 활약하고 있다.